# Dániel Kiss
Dániel Kiss (Budapest, Hungría, 12 de febrero de 1982) es un atleta húngaro, especialista en la prueba de 110 m vallas en la que llegó a ser medallsita de bronce europeo en 2010.

## Carrera deportiva
En el Campeonato Europeo de Atletismo de 2010 ganó la medalla de bronce en los 110 m vallas, con un tiempo de 13.39 s, llegando a meta tras el británico Andy Turner y el francés Garfield Darien (plata con 13.34 s que fue su mejor marca personal).